# Ferdinando Gentile
Ferdinando Gentile, né le 1er janvier 1967 à Caserte, dans la province de Caserte, en Campanie, est un ancien basketteur italien.
Sa carrière s'étend sur plus de 20 ans, alors qu'il a commencé en 1982, à l'âge de quinze ans, sous les ordres de Bogdan Tanjević, qu'il retrouvera par la suite à Trieste puis à Milan.
Il fut également entraîneur.
Ses deux fils Stefano et Alessandro sont également basketteurs professionnels.

## Palmarès

### Club
compétitions internationales 
- Vainqueur de l'Euroligue 2000
- Finaliste de la Coupe Korać 1994, 1995, 1996
- Finaliste de la Coupe Saporta 1998

 compétitions nationales 
- Championnat d'Italie de basket-ball 1991, 1996
- Champion de Grèce 1999, 2000, 2001
- Vainqueur de la Coupe 1988, 1996
- Finaliste de la Coupe d'Italie 1989

### Championnat d'Europe
- Médaille d'argent du Championnats d'Europe 1991, Italie
- 5e du Championnats d'Europe 1995, Grèce
- 9e du Championnats d'Europe 1993, Allemagne
- 5e du Championnats d'Europe 1987, Grèce

## Distinction personnelle
- élu dans le meilleur cinq du championnat d'Europe 1991